# Kdo seje vítr (film, 1960)
Kdo seje vítr (anglicky Inherit the Wind) je americké filmové drama z roku 1960 od režiséra Stanleyho Kramera. Vychází ze stejnojmenné broadwayské divadelní hry z roku 1955, jejímiž autory byli Jerome Lawrence a Robert Edwin Lee. Scénář pro film adaptovali Nedrick Young a Harold Jacob Smith.
Hlavním hrdinou filmu, jehož děj je zasazen do 20. let 20. století, je učitel biologie Bertram Cates (Dick York) z jižanského městečka Hillsboro. Ten je jednoho dne přímo ve třídě zatčen, protože svým žákům vysvětloval principy darwinismu; tím přímo porušil státní zákon, jenž zakazoval vyučovat jiný pohled na stvoření, než ten z knihy Genesis. Žaloby se ujme elitní právník a několikanásobný prezidentský kandidát Matthew Harrison Brady (Fredric March), jenž je proto fanaticky uznáván v celém Hillsboro; na stranu obhajoby se postaví Bradyho dávný přítel Henry Drummond (Spencer Tracy) a cynický novinář Hornbeck (Gene Kelly), které do případu zapojí pokrokový list Baltimore Herald. Situaci navíc komplikuje fakt, že je Cates zasnouben s dcerou místního reverenda (Donna Andersonová).
Kdo seje vítr vychází ze skutečných událostí tzv. Opičího procesu z roku 1925; lokace, jména hlavních aktérů i historické skutečnosti jsou zde však pozměněny. Předlohou pro Bertrama Catese byl středoškolský pedagog John Thomas Scopes z Daytonu, jemuž byla po medializovaném procesu udělena mírná pokuta za porušení tzv. Butlerova zákona, jenž zakazoval výuku evoluce ve státě Tennessee. Z hlubšího pohledu však film nepředstavuje pouze střet náboženských fundamentalistů s evolucionisty, ale jde i o dobovou kritiku mccarthismu prostřednictvím historické analogie (v obou případech došlo ke zpochybňování hodnoty svobody slova a názorů). Film se dočkal dalších třech přepracování, a sice v letech 1965, 1988 a 1999.